# استون روکس
استون روکس (هلندی: Steven Rooks؛ زادهٔ ۷ اوت ۱۹۶۰) دوچرخه‌سوار اهل هلند است.
از باشگاه‌هایی که در آن رکاب زده‌است می‌توان به تیم دوچرخه‌سواری پی‌دی‌ام اشاره کرد.
وی در مسابقات کشوری و بین‌المللی در مجموع برندهٔ ۱ مدال نقره شده‌است.